# 云南穗花杉
云南穗花杉（学名：Amentotaxus yunnanensis）为红豆杉科穗花杉属下的一个种。种加词 yunnanensis 意为“云南的”。

## 生長環境
雲南穗花杉通常散生於常綠落葉闊葉林，分布在海拔800至1600米石灰岩地層，年降水量高於1500毫米及大霧的環境。伴生針葉樹種有福建柏，黃杉，鐵杉，百日青，陸均松和南方紅豆杉。云南穗花杉相對耐蔭，幼苗能在森林樹冠層下成功生長。

## 物种分布
雲南穗花杉地理分布在中华人民共和国云南省的麻栗坡县、马关县、富宁县、西畴县及屏边县等地，另在越南北部也有分布。